# Kadi, Indien
Kadi är en stad i den indiska delstaten Gujarat, och tillhör distriktet Mahesana. Folkmängden uppgick till 73 228 invånare vid folkräkningen 2011, med förorter 81 404 invånare. En viktig näring i staden är bomullsindustrin.